# Serca Atlantydów
Serca Atlantydów (Hearts in Atlantis)  – zbiór nowel Stephena Kinga opublikowanych w 1999. Przekład polski Maciejki Mazan i Arkadiusza Nakoniecznika ukazał się w 2004 nakładem wydawnictwa Prószyński i S-ka.

## Spis nowel
- Mali ludzie w żółtych płaszczach (Low Men in Yellow Coats)
- Serca Atlantydów (Hearts in Atlantis)
- Ślepy Willie (Blind Willie)
- Dlaczego jesteśmy w Wietnamie (Why We're in Vietnam)
- Zapadają niebiańskie mroki nocy (Heavenly Shades of Night are Falling)

## Ekranizacje
W 2001 na ekran została przeniesiona nowela Mali ludzie w żółtych płaszczach w filmie pt. Kraina wiecznego szczęścia (reż. Scott Hicks)